# NEOS - 신오스트리아와 자유포럼
NEOS – 신오스트리아와 자유포럼(독일어: NEOS – Das Neue Österreich und Liberales Forum, 네오스-다스 니우에 외스터라이히 운드 리버랄레스 포룸[*])은 오스트리아의 자유주의 정당이다. 좌우파에 치우치지 않는 중도노선을 표방한다. 경제적으로는 상속세의 단계적 폐지와 복지의 축소, 시장적 자유와 기업 규제 해제 등을 목표로 삼는다. 에너지, 철도, 전기 등 공공 시설을 민영화시키는 것을 요구한다. 사회적으로는 진보적인 동성애 정책과 여성정책을 지지한다. 전체적으로 당의 노선은 중도에서 중도좌파에 가까운 편이다.

## 의회 의석
| 지역     | 의석수   | 의석 점유율 |
| -------- | -------- | ----------- |
| 상원     | 0 / 61   | 0%          |
| 하원     | 14 / 183 | 7.7%        |
| 유럽의회 | 1 / 18   | 5.5%        |
| 빈       | 5 / 100  | 5%          |
| VB       | 2 / 36   | 5.5%        |
| TR       | 2 / 36   | 5.5%        |
| SM       | 0 / 48   | 0%          |
| SB       | 3 / 36   | 8.3%        |
| OO       | 0 / 56   | 0%          |
| NO       | 3 / 56   | 5.3%        |
| KT       | 0 / 36   | 0%          |
| BG       | 0 / 36   | 0%          |
| 여론조사 | 15 / 183 | 8.2%        |